# Majorca Open 2001
Il Majorca Open 2001 è stato un torneo di tennis giocato sulla terra rossa.
È stata la 7ª edizione dell'Open de Tenis Comunidad Valenciana,
che fa parte della categoria International Series nell'ambito dell'ATP Tour 2001.
Si è giocato a Maiorca in Spagna,dal 30 aprile al 6 maggio 2001.

## Campioni

### Singolare
Alberto Martín ha battuto in finale  Guillermo Coria con il punteggio di 6–3, 3–6, 6–2

### Doppio
Donald Johnson /  Jared Palmer hanno battuto in finale  Feliciano López /  Francisco Roig con il punteggio di 7–5, 6–3